# Nederlandse supercup vrouwenvoetbal
De Supercup voor vrouwen is een enkele wedstrijd voorafgaand aan het voetbalseizoen tussen de winnaar van de landstitel en de bekerwinnaar.

## Historie

### Beginjaren
De Supercup voor vrouwen werd in het seizoen 2004/05 voor het eerst georganiseerd door het LOVV. Daarna nam de KNVB de organisatie op zich. De eerste editie ging tussen landskampioen Ter Leede en bekerwinnaar SV Saestum en werd door Ter Leede gewonnen. Zowel in 2005 als in 2006 was het SV Saestum die aan het langste eind trok, na van respectievelijk Oranje Nassau en Fortuna Wormerveer te hebben gewonnen. In 2007 ging de prijs opnieuw naar Ter Leede, zij versloegen bekerfinalist RVVH. RVVH stond in de finale omdat Ter Leede het seizoen ervoor de dubbel pakte.

### Invoering Eredivisie
Vanaf 2007 werd de Eredivisie voor vrouwen ingevoerd. Tot en met 2007 was de winnaar van de hoofdklasse automatisch landskampioen, in 2008 werd AZ de eerste winnaar van de Eredivisie en daarmee landskampioen. Het duel van 2008 zou tussen AZ en FC Twente gaan, maar ging niet door vanwege een misverstand tussen amateurvoetbal (die het duel tot dan organiseerden) en betaald voetbal. Vanwege de vroege start van de Eredivisie besloten beide clubs uiteindelijk van het duel af te zien.
De KNVB hoopte het evenement vanaf 2009 weer op te pakken, maar wederom ondernam de KNVB geen actie om een Supercup te organiseren. AZ, dat wederom landskampioen werd, had het op moeten nemen tegen bekerwinnaar SV Saestum, die de beker wonnen nadat de KNVB alle BVO's had teruggetrokken uit het bekertoernooi.
In 2010 stonden AZ en FC Utrecht op 27 augustus tegenover elkaar. Zij mochten voor het eerst sinds drie jaar uitvechten wie er met de Supercup naar huis ging. FC Utrecht won de wedstrijd na verlenging met 3-1. In 2011 werd met de BeNe SuperCup voor een andere opzet gekozen, omdat bekerwinnaar AZ haar team ophief.

## Finales
L = Landskampioen, B = bekerwinnaar, F = bekerfinalist, 2 = plaatsvervanger als competitie #2.
| Jaar                                           | Winnaar                       | Uitslag                       | Finalist                      |
| ---------------------------------------------- | ----------------------------- | ----------------------------- | ----------------------------- |
| 2004                                           | Ter Leede (L)                 | 0 – 0 (5 – 4 n.s.)            | SV Saestum (B)                |
| 2005                                           | SV Saestum (L)                | 8 – 0                         | Oranje Nassau (B)             |
| 2006                                           | SV Saestum (L)                | 2 – 1                         | Fortuna Wormerveer (B)        |
| 2007                                           | Ter Leede (L, B)              | 3 – 0                         | RVVH (F)                      |
| niet gespeeld in 2008 en 2009                  |                               |                               |                               |
| 2010                                           | FC Utrecht (B)                | 3 – 1 n.v.                    | AZ (L)                        |
| in 2011 en 2012 werd de BeNe SuperCup gespeeld |                               |                               |                               |
| niet gespeeld van 2013 tot en met 2021         |                               |                               |                               |
| 2022                                           | FC Twente (L)                 | 3 – 2                         | Ajax (B)                      |
| 2023                                           | FC Twente (B)                 | 5 – 2                         | Ajax (L)                      |
| 2024                                           | FC Twente (L)                 | 6 – 1                         | Ajax (B)                      |
| 2025                                           | FC Twente (L, B) – PSV (F, 2) | FC Twente (L, B) – PSV (F, 2) | FC Twente (L, B) – PSV (F, 2) |

## Titels per club
| Titels per club | Titels per club | Titels per club |
| Club            | Aantal          |                 |
| --------------- | --------------- | --------------- |
| FC Twente       | 3               |                 |
| SV Saestum      | 2               |                 |
| Ter Leede       | 2               |                 |
| FC Utrecht      | 1               |                 |